# Todiramphus macleayii
Todiramphus macleayii là một loài chim trong họ Alcedinidae.